# Bay Psalm Book
El Bay Psalm Book (en español: Libro de salmos de la Bahía) es el primer libro impreso en inglés en América del Norte. 
El libro es un salterio escrito por Richard Mather, Thomas Mayhew y John Eliot, y editado por primera vez en 1640 en Cambridge, Massachusetts. Los Salmos son traducciones métricas en inglés. La traducción no está en lenguaje muy pulido o poético, ni ha permanecido en uso, aunque algunos de los temas que se cantaban han sobrevivido (por ejemplo, Old 100th). Sin embargo, su producción, a sólo 20 años después de la llegada de los Peregrinos a Plymouth, Massachusetts, representa un éxito considerable. Se hicieron varias ediciones y se mantuvo en uso durante más de un siglo.

## Historia
Los primeros residentes de la Colonia de la Bahía de Massachusetts trajeron con ellos varios libros de los salmos: el Salterio Ainsworth (1612), compilado por Henry Ainsworth para uso de los puritanos "separatistas" en Holanda, (1621 el Salterio Ravenscroft), y el Salterio Sternhold y Hopkins (1562, de los cuales había varias ediciones).  
Evidentemente, no estaban satisfechos con las traducciones del hebreo en estos salterios, pues deseaban uno que estuviera más cercano al original. Contrataron a "treinta piadosos ministros", como Richard Mather y John Eliot, para llevar a cabo una nueva traducción.  
La primera impresión fue el tercer producto de la prensa Stephen Daye, y consistía en ciento cuarenta y ocho hojas, incluido un prólogo de doce páginas, "Una Advertencia para el lector," y una extensa lista de erratas titulada "Errores que se escaparon en la impresión". La primera edición del Bay Psalm Book con música fue la novena edición, de 1698, que incluye temas de John Playford 's A Breefe Introduction to the Skill of Musick (Londres, 1654).
El libro contiene el nombre de Dios en su versión IEHOVAH en algunos versículos de los salmos.

## Copias existentes
Se conoce la existencia de once ejemplares de la primera edición del Bay Psalm Book. Uno de ellos está en la Biblioteca del Congreso de Estados Unidos, uno es propiedad de la Universidad de Yale, uno de la Biblioteca John Carter Brown de la Universidad de Brown, uno en la American Antiquarian Society, uno en el Museo y Biblioteca Rosenbach y dos, ubicados en la Colección de Libros Raros de la Biblioteca Pública de Boston, son propiedad de Old South Church de Boston.